# Agar.io
Agar.io — бесплатная двумерная массово-многопользовательская онлайн-игра 2015 года, созданная бразильским разработчиком Матеус Валадарес. В ней клетки бактерий передвигаются в чашке Петри, поглощая гранулы пищи, а также едят друг друга. Является браузерной игрой, также имеется мобильная версия для Android и iOS.
Игра была названа в честь агар-агара (англ. agar) — питательной среды для разведения бактерий.
Agar.io получила положительные отзывы критиков, которые особенно хвалили простоту и механику проекта. К негативным моментам игры отнесли повторяющийся игровой процесс. Во многом благодаря молве в социальных сетях Agar.io стала одной из самых популярных браузерных и мобильных игр за первый год своего существования. Версия для Steam была анонсирована 3 мая 2015 года, но так и не вышла. Релиз для Android и iOS состоялся 24 июля 2015 года, издателем выступила компания Miniclip. Agar.io вдохновила на создание похожих веб-игр, называемых «игры .io».

## Игровой процесс

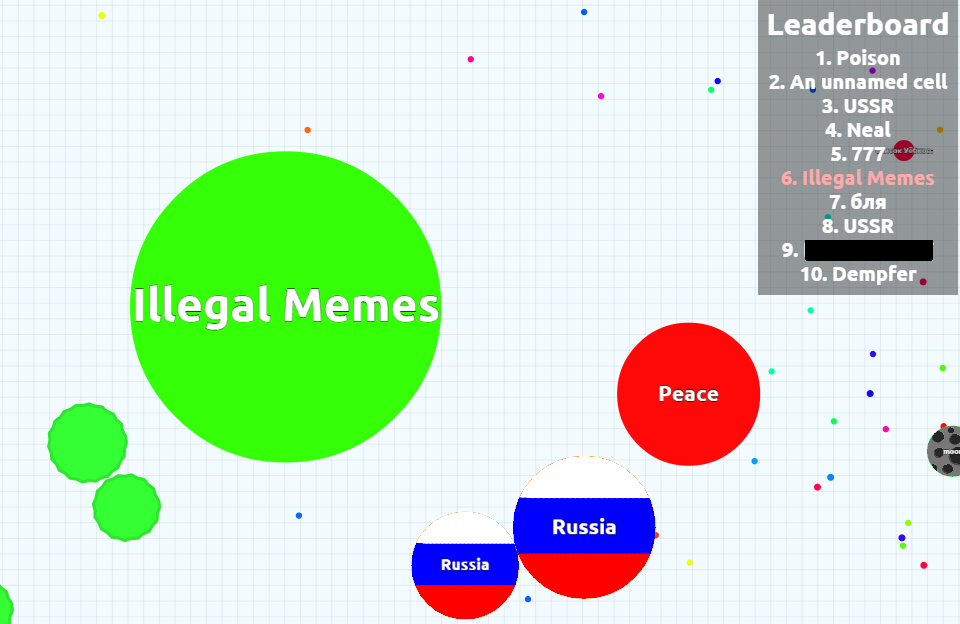
Игровой процесс Agar.io

Игрок контролирует клетку бактерии, передвигая её по двумерному игровому полю. Для роста клетки необходимо поглощать пищу — как маленькие гранулы, разбросанные по игровому полю, так и других игроков, которые должны быть как минимум на 10 % меньше неё. Клетки со временем теряют небольшое количество массы.
Клетка может делиться. Эту возможность можно использовать в качестве дальней атаки, чтобы съесть другие, более маленькие бактерии, а также как способ побега. Разделённые клетки со временем снова сливаются в одну. Они также могут выбрасывать гранулы пищи в нужном направлении, например, для приведения в действие вирусов, зелёных остроконечных кругов, которые разбивают клетки на мелкие куски. Под вирусами также можно прятаться, если клетка игрока достаточно мала.
Браузерная версия содержит пять игровых режимов: FFA, королевская битва, команды, экспериментальный и вечеринка. Мобильная версия включает в себя FFA, Rush и королевскую битву. Цель игры — стать самой большой клеткой. Чем больше масса бактерии, тем медленнее она будет двигаться.

## Разработка
Agar.io была разработана бразильским студентом Матеусом Валадаресом (порт. Matheus Valadares) и выпущена в апреле 2015 года. Изначально ссылки на неё распространялись на имиджборде 4chan. Написанная на JavaScript и C++, игра была разработана всего за несколько дней. Изначально у проекта не было названия. Людям приходилось подключаться к IP-адресам Валадареса, чтобы играть. Название Agar.io было предложено анонимным пользователем на 4chan, поскольку другие доменные имена, например, cell.io, уже заняты. Валадарес продолжал обновлять игру, он добавил систему опыта и «экспериментальный» игровой режим для тестирования новых функций. Неделю спустя Agar.io вышла в Steam Greenlight. Валадарес планировал включить в версию для сервиса дополнительные игровые режимы, индивидуальные облики и систему учётных записей. Игра была одобрена для размещения в Steam, но так там и не вышла.
24 июля 2015 года игра была приобретена компанией Miniclip, в тот же день состоялся выход на Android и iOS. При разработке мобильной версии Серджио Варанда, глава мобильного отдела Miniclip, сказал, что их основной целью было «воссоздать игровой процесс», отметив проблемы с портированием игры.

## Популярность
Agar.io быстро стала популярной благодаря платформам Twitch и YouTube. Мобильная версия была загружена более десяти миллионов раз в течение первой недели после выпуска, а на декабрь 2016 года общее число скачиваний составило 113 миллионов. В пресс-релизе Miniclip от 2015 года говорится, что проект стал пятой по популярности игрой на YouTube. В том же году запрос «agar.io» занял третье место среди самых популярных поисковых запросов в Google. Игра популярна в основном в странах, где мало распространены игровые приставки, таких как Россия, Бразилия и Турция. Agar.io вдохновила на создание похожих веб-игр, называемых «игры .io», например, Slither.io и Diep.io.
Agar.io присутствовала в 48 эпизоде сериала «Карточный домик» от Netflix.

### Социальная сторона
В игре отсутствует чат, однако имеется возможность выбирать ник, который будет отображаться на клетке, а также в рейтинге 10 самых крупных игроков в случае попадания туда. Обычно клетка залита одним случайным цветом, однако при выборе некоторых ников раскраска меняется на специальную картинку — например, клетки с ником «Earth» выглядят как Земля, а с «France» — как флаг Франции. Помимо названия стран и планет, в Agar.io особый облик имеют клетки с именами некоторых политиков, а также интернет-мемами. В результате, игра часто выглядит как поле битвы между различными идеологиями, политиками и мемами. Например, перед парламентскими выборами в Турции в июне 2015 года в Agar.io происходило соперничество между игроками, поддерживающими различные политические партии. В Северной Америке популярны ники «Help me» (с англ. — «помогите мне»), а также содержащие неприличные штуки, например, националистические и сексуальные, и политически направленные, вроде «Трамп» или «Северная Корея».

## Отзывы
Agar.io была положительно встречена критиками, которые отмечали её простоту, соревновательность и интересную механику. В Engadget охарактеризовали проект как «хорошую абстракцию ожесточённой конкуренции за выживание сильнейших». Крис Картер из Toucharcade похвалил игру за «простоту, стратегический элемент и персонализацию». Стив Воластон из Sunday Mercury назвали графику «удивительно странной» в положительном смысле, отметив, что она «похожа на то, что слепили семилетние дети у себя в комнате».
К негативным моментам игры отнесли её повторяемость и неудобное управление мобильной версии. Том Кристиансен из Gamezebo неоднозначно отнёсся к Agar.io, заявив, что «в ней не было ничего, что могло бы привлечь [его] внимание», отметив, что она «сильно повторяется». В Pocket Gamer управление мобильной версии было названо «плавающим». Издание Toucharcade раскритиковало сложность управления клетки с большой массой.